# عقله مالحه
عقله مالحه (به عربی: العقلة المالحة) یک شهرداری در الجزایر است که در استان تبسه واقع شده‌است.